# Carife
Carife ist eine italienische Gemeinde mit 1264 Einwohnern (Stand 31. Dezember 2023) in der Provinz Avellino in der Region Kampanien. Sie ist Teil der Bergkommune Comunità Montana dell’Ufita.

## Geografie
Die Nachbargemeinden sind Castel Baronia, Frigento, Guardia Lombardi, San Nicola Baronia, Sturno, Trevico und Vallata. Die Ortsteile lauten Ariacchino, Ciaruolo, Piano Lagnetta, San Martino, Santo Leo, Serra Di Fusco und Fiumara.

## Geschichte
Der Ort wurde am 8. September 1694 durch ein Erdbeben vollständig zerstört.